# Gătaia
Gătaia (węg. Gátalja, niem. Gothal, Gataja, Gatei) – miasto w Rumunii; w okręgu Temesz. Liczy 8 103 mieszkańców (2002).